# Mothers Talk
Mothers Talk è un singolo del gruppo musicale britannico Tears for Fears, pubblicato nel 1984 ed estratto dall'album Songs from the Big Chair.
Il brano è stato scritto da Roland Orzabal e Ian Stanley.

## Tracce
- 7" (UK)

1. Mothers Talk
2. Empire Building

- 7" (USA)

1. Mothers Talk (US Remix)
2. Sea Song